# Jan Svěrák
Jan Svěrák (Žatec, 6 de Fevereiro de 1965) é um ator, roteirista, produtor e diretor de cinema da República Tcheca.
É filho do famoso escritor e ator Zdeněk Svěrák. Estudou na Academia de Artes em Praga. Recebeu diversos prêmios, entre eles o Oscar de melhor filme estrangeiro de 1997, o Globo de Ouro, o Globo de Cristal e o Tokyo Grand Prix.
Atualmente vive em Praga.

## Filmografia
- Kuky se vrací (2010) (diretor, roteirista, produtor)
- Na vlastní nebezpecí (2008) (ator)
- Vratné lahve (2007) (diretor, produtor)
- Román pro zeny (2005) (ator)
- Tatínek (2004) (diretor, roteirista)
- Tmavomodrý svet (2001) (diretor, ator, produtor)
- Rebelové (2001) (ator)
- Kolja (1996) (diretor, produtor)
- Jízda (1994) (diretor, roteirista)
- Akumulátor 1 (1994) (diretor)
- Valka barev (1993) (ator)
- Obecná skola (1991) (diretor)
- Ropáci (1988) (diretor, roteirista)
- Nejistá sezóna (1988) (ator)
- Vesmirna Odysea II (1986) (diretor, roteirista)
- Vsak su vinar (1985) (diretor, roteirista)
- Sbohem, nadrazicko (1984) (diretor, roteirista)
- Kulový blesk (1979) (ator, não creditado)